# Дхармакірті
Дхармакірті (7 століття) — індійський мудрець, один із засновників індійської філософської логіки, один із перших теоретиків буддійського атомізму, за вченням якого існують тільки буддійські атоми і стани свідомості.

## Життя
Дхармакірті народився на зламі 7-го століття у Південній Індії у варні брахманів. Він викладав у школі Наланда і був поетом. Він розвинув праці Дігнаги, засновника буддійської логіки, надавши їм нову інтерпретацію, чим здобув авторитет як між брахманськими логіками, так і серед буддистів. В Тибеті його теорії здобули статус стандартних і викладаються у монастирях.

## Філософія
Дхармакірті подає більшість своїх теорій у вигляді коментарів до праць Дігнаги, навіть тоді, коли вони виходять за рамки думок попередника. Деякі з його ідей, як, наприклад, доказ авторитету слів Будди, були новими, оскільки Дігнага вважав мову не менш сповненою хиб, ніж висновки.
Індійські та тибетські дослідники сперечаються щодо того, як класифікувати ідеї Дхармакірті: віднести їх до Йогачари, Саунтрантіки чи до Мадх'ямаки.